# Государственная дума Российской Федерации V созыва
Государственная Дума Федерального собрания Российской Федерации пятого созыва — российский высший законодательный и представительный орган, палата Федерального собрания Российской Федерации, избранная 2 декабря 2007 года.
Срок полномочий:
- Дата начала: 24 декабря 2007 года. В соответствии с частью 1 статьи 96 Конституции Российской Федерации в редакции до 31 декабря 2008 года, полномочия завершаются через 4 года с момента избрания.
- Дата окончания — 21 декабря 2011 года[1]

Заседания проводились с 24 декабря 2007 года по 23 ноября 2011 года.
Председатель — Грызлов, Борис Вячеславович, фракция «Единая Россия». Избран 24 декабря 2007 года постановлением Государственной Думы № 3-V.
Первое пленарное заседание открыл представитель оппозиции — старейший думский депутат, избранный по списку КПРФ, лауреат Нобелевской премии 77-летний академик Жорес Алферов.

## Выборы
Согласно закону, принятому думой прошлого созыва, для формирования фракции в Думе избираемой партии требовалось набрать не менее 7 % (против действовавшего ранее порога в 5 %), при этом были убраны нижний порог явки и возможность голосовать против всех, отменена мажоритарная система и голосование по одномандатным округам, членам одной партии запрещено проходить по спискам другой, а партиям запрещено объединяться в выборные блоки.
На выборы было выдвинуто 11 партий.

### Итоги выборов
Согласно итогам выборов, в Думу прошло 4 партии — Единая Россия (70 % мест), КПРФ (12,7 %), ЛДПР (8,9 %) и Справедливая Россия (8,4 %). Никакие остальные партии, набравшие в совокупности около 8,3 % голосов, не набрали по отдельности необходимых 7 % голосов избирателей, и в Думе не представлены.
В отличие от Думы 4 созыва, фракции «Единой России» для обладания квалифицированным большинством не требуется принимать в свой состав независимых депутатов или «перебежчиков» из других партий, так как она получила более 2/3 мест в Думе согласно результатам голосования и вышеуказанным изменениям в избирательном праве, увеличившим количественный показатель лидирующих партий.

## Состав[3]

### Фракционный состав
| Фракция                                              | Число депутатов | Доля голосов |
| Фракция партии «Единая Россия»                       | 315             | 70%          |
| Фракция Коммунистической партии Российской Федерации | 57              | 12.7%        |
| Фракция Либерально-демократической партии России     | 40              | 8.9%         |
| Фракция партии «Справедливая Россия»                 | 38              | 8.4%         |

См. также Список депутатов Государственной Думы Российской Федерации V созыва (в алфавитном порядке).

### Руководство[4]
- Председатель ГД — Борис Грызлов (Единая Россия)
- Первый заместитель председателя ГД — Олег Морозов (Единая Россия)
- Заместители председателя ГД — Любовь Слиска (Единая Россия), Светлана Журова (Единая Россия), Надежда Герасимова (Единая Россия), Вячеслав Володин (Единая Россия), Юрий Волков (Единая Россия), Валерий Язев (Единая Россия), Владимир Жириновский (ЛДПР), Иван Мельников (КПРФ), Александр Бабаков (Справедливая Россия)

### КПРФ
| #  | ФИО                                | дата вступления в должность | избран по списку (№ в списке)                                                                                   |
| -- | ---------------------------------- | --------------------------- | --- |
| 1  | Алфёров, Жорес Иванович            | 24.12.2007                  | Федеральный список (№ 2)                                                                                        |
| 2  | Андреев, Андрей Анатольевич        | 24.12.2007                  | Республика Коми, Архангельская область (№ 1)                                                                    |
| 3  | Апарина, Алевтина Викторовна       | 24.12.2007                  | Волгоградская область                                                                                           |
| 4  | Афонин, Юрий Вячеславович          | 24.12.2007                  | Республика Башкортостан — Бирская, Республика Башкортостан — Уфимская                                           |
| 5  | Багаряков, Алексей Владимирович    | 26.03.2008                  | передан мандат Заполева М. М., Алтайский край                                                                   |
| 6  | Гаврилов, Сергей Анатольевич       | 24.12.2007                  | Воронежская область — Воронежская                                                                               |
| 7  | Гостев, Руслан Георгиевич          | 24.12.2007                  | Воронежская область — Павловская                                                                                |
| 8  | Денисенко, Олег Иванович           | 24.12.2007                  | передан мандат Кравца А. А., Омская область                                                                     |
| 9  | Езерский, Николай Николаевич       | 24.12.2007                  | Свердловская область — Серовская, Свердловская область — Нижнетагильская, Свердловская область — Первоуральская |
| 10 | Зюганов, Геннадий Андреевич        | 24.12.2007                  | Федеральный список (№ 1)                                                                                        |
| 11 | Илюхин, Виктор Иванович            | 24.12.2007                  | Пензенская область                                                                                              |
| 12 | Калашников, Леонид Иванович        | 24.03.2010                  | передан мандат скончавшегося Квицинского Ю. А. (Курская область), Самарская область                             |
| 13 | Кашин, Борис Сергеевич             | 24.12.2007                  | Республика Карелия, Мурманская область, Вологодская область                                                     |
| 14 | Кашин, Владимир Иванович           | 24.12.2007                  | Московская область (№ 1)                                                                                        |
| 15 | Коломейцев, Виктор Андреевич       | 24.12.2007                  | Ростовская область — Каменская, Ростовская область — Новочеркасская                                             |
| 16 | Коломейцев, Николай Васильевич     | 24.12.2007                  | Ростовская область — Ростовская, Ростовская область — Таганрогская                                              |
| 17 | Комоедов, Владимир Петрович        | 24.12.2007                  | Ленинградская область                                                                                           |
| 18 | Корниенко, Алексей Викторович      | 24.12.2007                  | Ульяновская область                                                                                             |
| 19 | Куликов, Александр Дмитриевич      | 24.12.2007                  | Ярославская область                                                                                             |
| 20 | Куликов, Олег Анатольевич          | 24.12.2007                  | Пермский край                                                                                                   |
| 21 | Купцов, Валентин Александрович     | 24.12.2007                  | Кировская область, Республика Марий Эл                                                                          |
| 22 | Левченко, Сергей Георгиевич        | 24.12.2007                  | Иркутская область, Усть-Ордынский Бурятский автономный округ                                                    |
| 23 | Локоть, Анатолий Евгеньевич        | 24.12.2007                  | Новосибирская область — Заельцовская, Новосибирская область — Искитимская                                       |
| 24 | Маслюков, Юрий Дмитриевич          | 24.12.2007                  | Удмуртская республика                                                                                           |
| 25 | Мельников, Иван Иванович           | 24.12.2007                  | Город Москва (№ 1)                                                                                              |
| 26 | Муравленко, Сергей Викторович      | 24.12.2007                  | Белгородская область                                                                                            |
| 27 | Никитин, Владимир Степанович       | 24.12.2007                  | Калининградская область, Псковская область                                                                      |
| 28 | Новиков, Дмитрий Георгиевич        | 24.12.2007                  | Амурская область, Читинская область, Агинский Бурятский автономный округ                                        |
| 29 | Обухов, Сергей Павлович            | 24.12.2007                  | передан мандат Осадчего Н. И., Краснодарский край — Краснодарская                                               |
| 30 | Останина, Нина Александровна       | 24.12.2007                  | Кемеровская область                                                                                             |
| 31 | Паутов, Виктор Николаевич          | 24.12.2007                  | Владимирская область                                                                                            |
| 32 | Плетнева, Тамара Васильевна        | 24.12.2007                  | Тамбовская область                                                                                              |
| 33 | Пономарёв, Алексей Алексеевич      | 24.12.2007                  | Ивановская область, Костромская область                                                                         |
| 34 | Разворотнев, Николай Васильевич    | 24.12.2007                  | Липецкая область                                                                                                |
| 35 | Рашкин, Валерий Фёдорович          | 24.12.2007                  | Саратовская область                                                                                             |
| 36 | Решульский, Сергей Николаевич      | 24.12.2007                  | Республика Дагестан                                                                                             |
| 37 | Романов, Валентин Степанович       | 24.12.2007                  | Самарская область                                                                                               |
| 38 | Романов, Пётр Васильевич           | 24.12.2007                  | Брянская область                                                                                                |
| 39 | Русских, Алексей Юрьевич           | 24.12.2007                  | передан мандат Васильева Н. И., Московская область                                                              |
| 40 | Рябов, Николай Фёдорович           | 24.12.2007                  | Нижегородская область — Кстовская, Нижегородская область — Нижегородская                                        |
| 41 | Савицкая, Светлана Евгеньевна      | 24.12.2007                  | Город Санкт-Петербург (№ 1)                                                                                     |
| 42 | Свечников, Пётр Григорьевич        | 24.12.2007                  | Челябинская область                                                                                             |
| 43 | Смолин, Олег Николаевич            | 24.12.2007                  | Город Москва (№ 3)                                                                                              |
| 44 | Собко, Сергей Васильевич           | 24.12.2007                  | Московская область (№ 3)                                                                                        |
| 45 | Сокол, Святослав Михайлович        | 24.12.2007                  | Город Санкт-Петербург (№ 2)                                                                                     |
| 46 | Соловьев, Вадим Георгиевич         | 24.12.2007                  | Тверская область                                                                                                |
| 47 | Стародубцев, Василий Александрович | 24.12.2007                  | Тульская область                                                                                                |
| 48 | Улас, Владимир Дмитриевич          | 24.12.2007                  | Город Москва (№ 2)                                                                                              |
| 49 | Федоткин, Владимир Николаевич      | 24.12.2007                  | Рязанская область                                                                                               |
| 50 | Харитонов, Николай Михайлович      | 24.12.2007                  | Федеральный список (№ 3)                                                                                        |
| 51 | Хахичев, Владимир Дмитриевич       | 24.12.2007                  | Орловская область                                                                                               |
| 52 | Чикин, Валентин Васильевич         | 24.12.2007                  | Оренбургская область                                                                                            |
| 53 | Ширшов, Константин Владимирович    | 24.12.2007                  | Краснодарский край — Крымская                                                                                   |
| 54 | Штогрин, Сергей Иванович           | 24.12.2007                  | Хабаровский край, Еврейская автономная область                                                                  |
| 55 | Шурчанов, Валентин Сергеевич       | 24.12.2007                  | Чувашская Республика                                                                                            |
| 56 | Эдель, Игорь Олегович              | 24.12.2007                  | Город Москва (№ 4)                                                                                              |
| 57 | Юрчик, Владислав Григорьевич       | 24.12.2007                  | Красноярский край                                                                                               |

### ЛДПР
| #  | ФИО                               | дата вступления в должность | избран по списку (№ в списке) |
| -- | --------------------------------- | --------------------------- | --- |
| 1  | Абельцев, Сергей Николаевич       | 26.03.2008                  | передан мандат Сироткина С. Н., Региональная группа № 68 (Тамбовская область)                                                                                            |
| 2  | Афанасьева, Елена Владимировна    | 24.12.2007                  | избрана, Региональная группа № 50 (Оренбургская область) |
| 3  | Ветров, Константин Владимирович   | 24.12.2007                  | избран, Региональная группа № 52 (Пермский край) |
| 4  | Воложинская, Татьяна Львовна      | 24.12.2007                  | избрана, Региональная группа № 48 (Новосибирская область) |
| 5  | Волчек, Денис Геннадьевич         | 24.12.2007                  | избран, Региональная группа № 59 (Город Санкт-Петербург) |
| 6  | Гасанов, Джамаладин Набиевич      | 24.12.2007                  | передан мандат Прокопенко В. Д, Региональная группа № 67 (Ставропольский край)                                                                                           |
| 7  | Горькова, Ирина Петровна          | 24.12.2007                  | избрана, Региональная группа № 44 (Московская область — Истринская, Московская область — Подольская, Московская область — Серпуховская, Московская область — Химкинская) |
| 8  | Давитиашвили, Денис Александрович | 29.04.2008                  | передан мандат Курдюмова А. Б., Региональная группа № 6 (Архангельская область)                                                                                          |
| 9  | Дубровская, Татьяна Борисовна     | 24.12.2007                  | избрана, Региональная группа № 42 (Город Москва) |
| 10 | Егиазарян, Ашот Геворкович        | 24.12.2007                  | избран, Региональная группа № 42 (Город Москва) |
| 11 | Жириновский, Владимир Вольфович   | 24.12.2007                  | избран, Федеральная группа кандидатов (№ 1) |
| 12 | Журко, Василий Васильевич         | 24.12.2007                  | избран, Региональная группа № 35 (Красноярский край) |
| 13 | Заварницин, Алексей Юрьевич       | 24.12.2007                  | избран, Региональная группа № 83 (Челябинская область — Златоустовская, Челябинская область — Магнитогорская)                                                            |
| 14 | Иванов, Сергей Владимирович       | 24.12.2007                  | избран, Региональная группа № 37 (Курская область, Орловская область) |
| 15 | Коган, Юрий Владимирович          | 24.12.2007                  | избран, Региональная группа № 57 (Самарская область — Волжская, Самарская область — Тольяттинская)                                                                       |
| 16 | Колесников, Олег Алексеевич       | 24.12.2007                  | избран, Региональная группа № 82 (Челябинская область — Калининская, Челябинская область — Кыштымская)                                                                   |
| 17 | Лебедев, Андрей Ярославович       | 06.03.2008                  | передан мандат Овсянникова В. А., Региональная группа № 38 (Ленинградская область)                                                                                       |
| 18 | Лебедев, Игорь Владимирович       | 24.12.2007                  | избран, Федеральная группа кандидатов (№ 3) |
| 19 | Луговой, Андрей Константинович    | 24.12.2007                  | избран, Федеральная группа кандидатов (№ 2) |
| 20 | Маркин, Эдуард Витальевич         | 24.12.2007                  | избран, Региональная группа № 64 (Свердловская область — Каменск-Уральская, Свердловская область — Первоуральская)                                                       |
| 21 | Мусатов, Михаил Иванович          | 24.12.2007                  | избран, Региональная группа № 55 (Ростовская область — Волгодонская, Ростовская область — Каменская, Ростовская область — Новочеркасская)                                |
| 22 | Напсо, Юрий Аисович               | 24.12.2007                  | избран, Региональная группа № 32 (Краснодарский край — Краснодарская, Краснодарский край — Крымская)                                                                     |
| 23 | Островский, Алексей Владимирович  | 24.12.2007                  | избран, Региональная группа № 66 (Калужская область, Смоленская область)                                                                                                 |
| 24 | Питкевич, Михаил Юрьевич          | 24.12.2007                  | избран, Региональная группа № 76 (Удмуртская Республика) |
| 25 | Рожков, Игорь Анатольевич         | 24.12.2007                  | избран, Региональная группа № 5 (Республика Саха (Якутия), Камчатский край, Амурская область, Магаданская область, Чукотский автономный округ)                           |
| 26 | Рохмистров, Максим Станиславович  | 24.12.2007                  | избран, Региональная группа № 13 (Владимирская область, Рязанская область)                                                                                               |
| 27 | Саркисян, Аркадий Рафикович       | 24.12.2007                  | избран, Региональная группа № 81 (Ханты-Мансийский автономный округ — Югра, Ямало-Ненецкий автономный округ)                                                             |
| 28 | Свистунов, Аркадий Николаевич     | 24.12.2007                  | избран, Региональная группа № 29 (Кемеровская область) |
| 29 | Свищев, Дмитрий Александрович     | 24.12.2007                  | передан мандат Петрова С. И., Региональная группа № 71 (Новгородская область, Тверская область)                                                                          |
| 30 | Селезнев, Валерий Сергеевич       | 24.12.2007                  | избран, Региональная группа № 53 (Приморский край) |
| 31 | Семёнов, Владимир Владиславович   | 24.12.2007                  | избран, Региональная группа № 4 (Алтайский край) |
| 32 | Слуцкий, Леонид Эдуардович        | 24.12.2007                  | избран, Региональная группа № 87 (Ярославская область) |
| 33 | Тараканов, Павел Владимирович     | 24.12.2007                  | избран, Региональная группа № 75 (Тюменская область) |
| 34 | Тарасюк, Василий Михайлович       | 24.12.2007                  | избран, Региональная группа № 14 (Волгоградская область) |
| 35 | Таскаев, Владимир Павлович        | 24.12.2007                  | избран, Региональная группа № 63 (Свердловская область — Нижнетагильская, Свердловская область — Серовская, Свердловская область — Центральная)                          |
| 36 | Тепляков, Евгений Нодариевич      | 24.12.2007                  | избран, Региональная группа № 33 (Краснодарский край — Сочинская, Краснодарский край — Усть-Лабинская)                                                                   |
| 37 | Фургал, Сергей Иванович           | 24.12.2007                  | избран, Региональная группа № 79 (Хабаровский край) |
| 38 | Хесин, Михаил Яковлевич           | 24.12.2007                  | избран, Региональная группа № 43 (Московская область — Дмитровская, Московская область — Коломенская, Московская область — Люберецкая, Московская область — Ногинская)   |
| 39 | Черкасов, Кирилл Игоревич         | 24.12.2007                  | избран, Региональная группа № 30 (Кировская область) |
| 40 | Шайхутдинов, Рифат Габдулхакович  | 24.12.2007                  | избран, Региональная группа № 85 (Читинская область) |

### «Справедливая Россия: Родина/Пенсионеры/Жизнь»
| #  | ФИО                                   | дата вступления в должность | избран по списку (№ в списке) |
| -- | ------------------------------------- | --------------------------- | --- |
| 1  | Аксаков, Анатолий Геннадьевич         | 24.12.2007                  | избран, Региональная группа № 20 (Чувашская Республика — Чувашия)                                                                                 |
| 2  | Бабаков, Александр Михайлович         | 24.12.2007                  | избран, Региональная группа № 41 (Воронежская область)                                                                                            |
| 3  | Багдасаров, Семён Аркадьевич          | 24.12.2007                  | передан мандат Бочкарева А. А., Региональная группа № 57 (Нижегородская область)                                                                  |
| 4  | Беляков, Антон Владимирович           | 24.12.2007                  | избран, Региональная группа № 38 (Владимирская область)                                                                                           |
| 5  | Бесчетнов, Константин Викторович      | 24.12.2007                  | передан мандат Золотухина В. С., Региональная группа № 29 (Пермский край)                                                                         |
| 6  | Бурков, Александр Леонидович          | 24.12.2007                  | избран, Региональная группа № 70 (Свердловская область — Нижнетагильская, Свердловская область — Первоуральская)                                  |
| 7  | Вторыгина, Елена Андреевна            | 24.12.2007                  | передан мандат Миронова С. М., Региональная группа № 34 (Архангельская область)                                                                   |
| 8  | Гартунг, Валерий Карлович             | 24.12.2007                  | избран, Региональная группа № 78 (Челябинская область — Златоустовская, Челябинская область — Калининская, Челябинская область — Кыштымская)      |
| 9  | Глубоковская, Эльмира Гусейновна      | 24.12.2007                  | передан мандат Войтовского В. Т., Региональная группа № 30 (Приморский край)                                                                      |
| 10 | Горячева, Светлана Петровна           | 24.12.2007                  | избрана, Федеральный список (№ 2) |
| 11 | Грачёв, Иван Дмитриевич               | 24.12.2007                  | избран, Региональная группа № 43 (Иркутская область)                                                                                              |
| 12 | Грешневиков, Анатолий Николаевич      | 24.12.2007                  | избран, Региональная группа № 81 (Ярославская область)                                                                                            |
| 13 | Гудков, Геннадий Владимирович         | 24.12.2007                  | избран, Региональная группа № 55 (Московская область — Коломенская, Московская область — Подольская, Московская область — Серпуховская)           |
| 14 | Дмитриева, Оксана Генриховна          | 24.12.2007                  | избрана, Региональная группа № 83 (Город Санкт-Петербург)                                                                                         |
| 15 | Драпеко, Елена Григорьевна            | 24.12.2007                  | избрана, Региональная группа № 51 (Ленинградская область)                                                                                         |
| 16 | Емельянов, Михаил Васильевич          | 24.12.2007                  | избран, Региональная группа № 65 (Ростовская область)                                                                                             |
| 17 | Зубов, Валерий Михайлович             | 24.12.2007                  | избран, Региональная группа № 28 (Красноярский край)                                                                                              |
| 18 | Касьянов, Игорь Николаевич            | 24.12.2007                  | избран, Региональная группа № 47 (Кировская область)                                                                                              |
| 19 | Кузьмина, Алла Владимировна           | 24.12.2007                  | избрана, Региональная группа № 31 (Ставропольский край)                                                                                           |
| 20 | Левичев, Николай Владимирович         | 24.12.2007                  | передан мандат Соколова А. С., Региональная группа № 82 (Город Москва)                                                                            |
| 21 | Лекарева, Вера Александровна          | 24.12.2007                  | передан мандат Тархова В. А., Региональная группа № 67 (Самарская область)                                                                        |
| 22 | Ломакин-Румянцев, Александр Вадимович | 24.12.2007                  | избран, Региональная группа № 53 (Московская область — Дмитровская, Московская область — Люберецкая, Московская область — Ногинская)              |
| 23 | Лукьянова, Кира Александровна         | 24.12.2007                  | избрана, Региональная группа № 68 (Саратовская область)                                                                                           |
| 24 | Мизулина, Елена Борисовна             | 24.12.2007                  | избрана, Региональная группа № 60 (Омская область)                                                                                                |
| 25 | Михеев, Олег Леонидович               | 24.12.2007                  | избран, Региональная группа № 39 (Волгоградская область)                                                                                          |
| 26 | Москалькова, Татьяна Николаевна       | 24.12.2007                  | избрана, Региональная группа № 54 (Московская область — Истринская, Московская область — Химкинская)                                              |
| 27 | Музыкаев, Аднан Абдулаевич            | 24.12.2007                  | избран, Региональная группа № 16 (Республика Татарстан (Татарстан) — Набережночелнинская, Республика Татарстан (Татарстан) — Нефтяная)            |
| 28 | Петров, Сергей Анатольевич            | 24.12.2007                  | передан мандат Митина А. Н., Региональная группа № 61 (Оренбургская область)                                                                      |
| 29 | Пономарев, Илья Владимирович          | 24.12.2007                  | избран, Региональная группа № 59 (Новосибирская область)                                                                                          |
| 30 | Старшинов, Михаил Евгеньевич          | 24.12.2007                  | избран, Региональная группа № 71 (Смоленская область, Тверская область)                                                                           |
| 31 | Терентьев, Александр Васильевич       | 24.12.2007                  | избран, Региональная группа № 21 (Республика Алтай, Алтайский край)                                                                               |
| 32 | Тумусов, Федот Семёнович              | 24.12.2007                  | избран, Региональная группа № 13 (Республика Саха (Якутия), Магаданская область)                                                                  |
| 33 | Хованская, Галина Петровна            | 24.12.2007                  | избрана, Региональная группа № 82 (Город Москва)                                                                                                  |
| 34 | Черешнев, Валерий Александрович       | 24.12.2007                  | избран, Региональная группа № 69 (Свердловская область — Каменск-Уральская, Свердловская область — Серовская, Свердловская область — Центральная) |
| 35 | Четвериков, Александр Владимирович    | 24.12.2007                  | избран, Региональная группа № 50 (Курская область)                                                                                                |
| 36 | Шеин, Олег Васильевич                 | 24.12.2007                  | избран, Региональная группа № 35 (Республика Калмыкия, Астраханская область)                                                                      |
| 37 | Шестаков, Василий Борисович           | 24.12.2007                  | избран, Региональная группа № 83 (Город Санкт-Петербург)                                                                                          |
| 38 | Шудегов, Виктор Евграфович            | 24.12.2007                  | избран, Региональная группа № 18 (Удмуртская Республика)                                                                                          |

### «Единая Россия»
| #   | ФИО                                 | дата вступления в должность | избран по списку (№ в списке)                                                                                          |
| --- | ----------------------------------- | --------------------------- | --- |
| 1   | Абрамов, Виктор Семёнович           | 24.12.2007                  | передан мандат Зеленина Д. В., Региональная группа 72: Тверская область                                                |
| 2   | Амирилаев, Адам Баширович           | 24.12.2007                  | избран, Региональная группа 5: Республика Дагестан                                                                     |
| 3   | Аникеев, Григорий Викторович        | 24.12.2007                  | передан мандат Рыбакова А. П., Региональная группа 35: Владимирская область                                            |
| 4   | Антонов, Виктор Васильевич          | 24.12.2007                  | передан мандат Кузнецова М. В., Региональная группа 63: Псковская область                                              |
| 5   | Антонов, Роман Валерьевич           | 24.12.2007                  | избран, Региональная группа 56: Нижегородская область                                                                  |
| 6   | Аршба, Отари Ионович                | 24.12.2007                  | избран, Региональная группа 46: Кемеровская область                                                                    |
| 7   | Асеев, Владимир Михайлович          | 24.12.2007                  | избран, Региональная группа 82: Ханты-Мансийский автономный округ-Югра                                                 |
| 8   | Ахметов, Спартак Галеевич           | 24.12.2007                  | избран, Региональная группа 3: Республика Башкортостан                                                                 |
| 9   | Бабич, Михаил Викторович            | 24.12.2007                  | избран, Региональная группа 35: чувашская республика                                                                   |
| 10  | Балыхин, Григорий Артёмович         | 24.12.2007                  | избран, Региональная группа 76: Ульяновская область                                                                    |
| 11  | Банщиков, Михаил Константинович     | 24.12.2007                  | передан мандат Позгалёва В. Е., Региональная группа 39: Вологодская область                                            |
| 12  | Баринов, Игорь Вячеславович         | 24.12.2007                  | избран, Региональная группа 69: Свердловская область                                                                   |
| 13  | Баскаев, Аркадий Георгиевич         | 24.12.2007                  | избран, Региональная группа 54: Московская область                                                                     |
| 14  | Беднов, Александр Викторович        | 24.12.2007                  | передан мандат Кирилина А. Н., Региональная группа 66: Самарская область                                               |
| 15  | Белоконев, Сергей Юрьевич           | 24.12.2007                  | избран, Региональная группа 70: Смоленская область                                                                     |
| 16  | Берестов, Александр Павлович        | 24.12.2007                  | передан мандат Юревича М. В., Региональная группа 77: Челябинская область                                              |
|     | Берхеев Ильдар Мансурович           | 11.02.2011                  | передан мандат Сергеевой Г. И., Региональная группа 16: Республика Татарстан (Татарстан)                               |
| 17  | Бобырев, Валентин Васильевич        | 24.12.2007                  | избран, Региональная группа 58: Новосибирская область                                                                  |
| 18  | Богомолов, Валерий Николаевич       | 24.12.2007                  | избран, Региональная группа 39: Вологодская область                                                                    |
| 19  | Богомольный, Евгений Исаакович      | 24.12.2007                  | избран, Региональная группа 18: Удмуртская Республика                                                                  |
| 20  | Богуславский, Ирек Борисович        | 24.12.2007                  | избран, Региональная группа 16: Республика Татарстан                                                                   |
| 21  | Борзова, Ольга Георгиевна           | 24.12.2007                  | избрана, Региональная группа 64: Ростовская область                                                                    |
| 22  | Борисовец, Юрий Львович             | 24.12.2007                  | избран, Региональная группа 26: Пермский край                                                                          |
| 23  | Борцов, Николай Иванович            | 24.12.2007                  | избран, Региональная группа 52: Липецкая область                                                                       |
| 24  | Бочаров, Андрей Иванович            | 24.12.2007                  | избран, Региональная группа 34: Брянская область                                                                       |
| 25  | Бударин, Николай Михайлович         | 24.12.2007                  | передан мандат Фёдорова Н. В., Региональная группа 21: Чувашская Республика — Чувашия                                  |
| 26  | Бурносов, Александр Леонидович      | 24.12.2007                  | избран, Региональная группа 54: Московская область                                                                     |
| 27  | Бурыкина, Наталья Викторовна        | 24.12.2007                  | передан мандат Лужкова Ю. М., Региональная группа 80: Город Москва                                                     |
| 28  | Валенчук, Олег Дорианович           | 24.12.2007                  | избран, Региональная группа 47: Кировская область                                                                      |
| 29  | Варшавский, Вадим Евгеньевич        | 24.12.2007                  | избран, Региональная группа 64: Ростовская область                                                                     |
| 30  | Васильев, Владимир Абдуалиевич      | 24.12.2007                  | избран, Региональная группа 72: Тверская область                                                                       |
| 31  | Васильев, Юрий Викторович           | 24.12.2007                  | избран, Региональная группа 7: Кабардино-Балкарская Республика                                                         |
| 32  | Вахаев, Хож-Магомед Хумайдович      | 24.12.2007                  | избран, Региональная группа 20: Чеченская Республика                                                                   |
| 33  | Водолацкий, Виктор Петрович         | 24.12.2007                  | передан мандат Чуба В. Ф., Региональная группа 64: Ростовская область                                                  |
| 34  | Войтенко, Виктор Петрович           | 24.12.2007                  | передан мандат Гениатулина Р. Ф., Региональная группа 78: Читинская область, Агинский Бурятский автономный округ       |
| 35  | Волков, Алексей Николаевич          | 24.12.2007                  | передан мандат Михайлова А. Н., Региональная группа 50: Курская область                                                |
| 36  | Волков, Юрий Николаевич             | 24.12.2007                  | избран, Региональная группа 45: Калужская область                                                                      |
| 37  | Володин, Вячеслав Викторович        | 24.12.2007                  | избран, Региональная группа 67: Саратовская область                                                                    |
| 38  | Воробьев, Андрей Юрьевич            | 24.12.2007                  | избран, Региональная группа 25: Красноярский край                                                                      |
| 39  | Воронова, Татьяна Геннадьевна       | 24.12.2007                  | передан мандат Якубовского В. В., Региональная группа 43: Иркутская область, Усть-Ордынский Бурятский автономный округ |
| 40  | Востротин, Валерий Александрович    | 24.12.2007                  | избран, Региональная группа 49: Курганская область                                                                     |
| 41  | Вяткин, Дмитрий Фёдорович           | 24.12.2007                  | передан мандат Сумина П. И., Региональная группа 77: Челябинская область                                               |
| 42  | Габдрахманов, Ильдар Нуруллович     | 24.12.2007                  | избран, Региональная группа 80: Город Москва                                                                           |
| 43  | Гаджиев, Магомед Тажудинович        | 24.12.2007                  | избран, Региональная группа 5: Республика Дагестан                                                                     |
| 44  | Гайнуллина, Фарида Исмагиловна      | 24.12.2007                  | избрана, Региональная группа 62: Пензенская область                                                                    |
| 45  | Гальцова, Ольга Дмитриевна          | 24.12.2007                  | передан мандат Котельникова Г. П., Региональная группа 66: Самарская область                                           |
| 46  | Гальченко, Валерий Владимирович     | 24.12.2007                  | избран, Региональная группа 54: Московская область                                                                     |
| 47  | Гасанов, Магомедкади Набиевич       | 24.12.2007                  | избран, Региональная группа 5: Республика Дагестан                                                                     |
| 48  | Герасименко, Николай Фёдорович      | 24.12.2007                  | избран, Региональная группа 22: Алтайский край                                                                         |
| 49  | Герасимова, Надежда Васильевна      | 24.12.2007                  | избрана, Региональная группа 28: Ставропольский край                                                                   |
| 50  | Гильмутдинов, Ильдар Ирекович       | 24.12.2007                  | избран, Региональная группа 16: Республика Татарстан (Татарстан)                                                       |
| 51  | Гималетдинов, Ильдар Мансурович     | 24.12.2007                  | избран, Региональная группа 3: Республика Башкортостан                                                                 |
| 52  | Гималов, Рафаэль Имамович           | 24.12.2007                  | избран, Региональная группа 26: Пермский край                                                                          |
| 53  | Гладилин, Валерий Павлович          | 18.01.2008                  | передан мандат Антуфьева С. В., Региональная группа 70: Смоленская область                                             |
| 54  | Говорухин, Станислав Сергеевич      | 24.12.2007                  | избран, Региональная группа 80: Город Москва                                                                           |
| 55  | Голиков, Георгий Георгиевич         | 24.12.2007                  | избран, Региональная группа 33: Белгородская область                                                                   |
| 56  | Головнёв, Владимир Александрович    | 24.12.2007                  | передан мандат Митина С. Г., Региональная группа 57: Новгородская область                                              |
| 57  | Голушко, Андрей Иванович            | 24.12.2007                  | передан мандат Бооса Г. В., Региональная группа 44: Калининградская область                                            |
| 58  | Гольдштейн, Ростислав Эрнстович     | 24.12.2007                  | передан мандат Зенищева Р. В., Региональная группа 11: Республика Коми                                                 |
| 59  | Гончар, Николай Николаевич          | 24.12.2007                  | избран, Региональная группа 80: Город Москва                                                                           |
| 60  | Горбачёв, Владимир Лукич            | 24.12.2007                  | избран, Региональная группа 24: Краснодарский край                                                                     |
| 61  | Гребёнкин, Олег Анатольевич         | 24.12.2007                  | избран, Региональная группа 80: Город Москва                                                                           |
| 62  | Гридин, Владимир Григорьевич        | 24.12.2007                  | избран, Региональная группа 46: Кемеровская область                                                                    |
| 63  | Гришанков, Михаил Игнатьевич        | 24.12.2007                  | избран, Региональная группа 26: Пермский край                                                                          |
| 64  | Груздев, Владимир Сергеевич         | 24.12.2007                  | избран, Региональная группа 80: Город Москва                                                                           |
| 65  | Грызлов, Борис Вячеславович         | 24.12.2007                  | избран, Региональная группа 81: Город Санкт-Петербург                                                                  |
| 66  | Губайдуллин, Ринат Шайхуллович      | 24.12.2007                  | избран, Региональная группа 16: Республика Татарстан (Татарстан)                                                       |
| 67  | Губкин, Анатолий Алексеевич         | 24.12.2007                  | передан мандат Пономаренко В. Л., Региональная группа 73: Томская область                                              |
| 68  | Гужвин, Пётр Анатольевич            | 24.12.2007                  | передан мандат Жилкина А. А., Региональная группа 32: Астраханская область                                             |
| 69  | Гуров, Александр Иванович           | 24.12.2007                  | избран, Региональная группа 71: Тамбовская область                                                                     |
| 70  | Дедов, Виктор Михайлович            | 24.12.2007                  | передан мандат Росселя Э. Э., Региональная группа 69: Свердловская область                                             |
| 71  | Делимханов, Адам Султанович         | 24.12.2007                  | избран, Региональная группа 20: Чеченская Республика                                                                   |
| 72  | Демченко, Иван Иванович             | 24.12.2007                  | передан мандат Бекетова В. А., Региональная группа 24: Краснодарский край                                              |
| 73  | Денисов, Валентин Петрович          | 24.12.2007                  | избран, Региональная группа 76: Ульяновская область                                                                    |
| 74  | Драганов, Валерий Гаврилович        | 24.12.2007                  | избран, Региональная группа 54: Московская область                                                                     |
| 75  | Друсинов, Валентин Дмитриевич       | 24.12.2007                  | передан мандат Громова Б. В., Региональная группа 54: Московская область                                               |
| 76  | Дубровин, Вячеслав Анатольевич      | 24.12.2007                  | передан мандат Артамонова А. Д., Региональная группа 45: Калужская область                                             |
| 77  | Дюдяев, Геннадий Тимофеевич         | 24.12.2007                  | избран, Региональная группа 46: Кемеровская область                                                                    |
| 78  | Егоров, Сергей Николаевич           | 24.12.2007                  | избран, Региональная группа 62: Пензенская область                                                                     |
| 79  | Езубов, Алексей Петрович            | 24.12.2007                  | передан мандат Ткачёва А. Н., Региональная группа 24: Краснодарский край                                               |
| 80  | Ермакова, Наталья Афанасьевна       | 24.12.2007                  | избрана, Региональная группа 46: Кемеровская область                                                                   |
| 81  | Железняк, Сергей Владимирович       | 24.12.2007                  | избран, Региональная группа 80: Город Москва                                                                           |
| 82  | Жолобов, Олег Владимирович          | 24.12.2007                  | передан мандат Воронина И. Н., Региональная группа 37: Волгоградская область — Волжская                                |
| 83  | Журова, Светлана Сергеевна          | 24.12.2007                  | избрана, Региональная группа 51: Ленинградская область                                                                 |
| 84  | Заварзин, Виктор Михайлович         | 24.12.2007                  | избран, Региональная группа 60: Оренбургская область                                                                   |
| 85  | Завгаев, Ахмар Гапурович            | 24.12.2007                  | избран, Региональная группа 20: Чеченская Республика                                                                   |
| 86  | Загидуллов, Марат Фаридович         | 24.12.2007                  | избран, Региональная группа 16: Республика Татарстан (Татарстан)                                                       |
| 87  | Зайцев, Константин Борисович        | 24.12.2007                  | избран, Региональная группа 43: Иркутская область, Усть-Ордынский Бурятский автономный округ                           |
| 88  | Залиханов, Михаил Чоккаевич         | 24.12.2007                  | избран, Региональная группа 7: Кабардино-Балкарская Республика                                                         |
| 89  | Затулин, Константин Фёдорович       | 24.12.2007                  | избран, Региональная группа 80: Город Москва                                                                           |
| 90  | Захарова, Светлана Юрьевна          | 24.12.2007                  | избрана, Региональная группа 67: Саратовская область                                                                   |
| 91  | Захарьящев, Василий Иванович        | 24.12.2007                  | передан мандат Васильева В. Н., Региональная группа 81: Город Санкт-Петербург                                          |
| 92  | Звагельский, Виктор Фридрихович     | 24.12.2007                  | избран, Региональная группа 80: Город Москва                                                                           |
| 93  | Зеленский, Юрий Борисович           | 24.12.2007                  | избран, Региональная группа 67: Саратовская область                                                                    |
| 94  | Зимин, Виктор Михайлович            | 24.12.2007                  | избран, Региональная группа 19: Республика Хакасия                                                                     |
| 95  | Зиновьев, Василий Васильевич        | 24.12.2007                  | передан мандат Шойгу С. К., Региональная группа 28: Ставропольский край                                                |
| 96  | Зубарев, Виктор Владиславович       | 24.12.2007                  | передан мандат Пимашкова П. И., Региональная группа 25: Красноярский край                                              |
| 97  | Зубицкий, Борис Давыдович           | 24.12.2007                  | избран, Региональная группа 74: Тульская область                                                                       |
| 98  | Зырянов, Павел Александрович        | 24.12.2007                  | передан мандат Чернецкого А. М., Региональная группа 69: Свердловская область                                          |
| 99  | Иванов, Анатолий Семёнович          | 24.12.2007                  | передан мандат Артякова В. В., Региональная группа 66: Самарская область                                               |
| 100 | Иванов, Михаил Петрович             | 27.01.2008                  | передан мандат Сигуткина А. А., Региональная группа 63: Псковская область                                              |
| 101 | Ивлиев, Григорий Петрович           | 24.12.2007                  | передан мандат Кулагина Д. В., Региональная группа 60: Оренбургская область                                            |
| 102 | Игнатова, Марина Валерьевна         | 24.12.2007                  | передан мандат Гончарова Н. В., Региональная группа 28: Ставропольский край                                            |
| 103 | Игошин, Игорь Николаевич            | 24.12.2007                  | избран, Региональная группа 47: Кировская область                                                                      |
| 104 | Изотова, Галина Сергеевна           | 24.12.2007                  | избрана, Региональная группа 57: Новгородская область                                                                  |
| 105 | Исаев, Андрей Константинович        | 24.12.2007                  | избран, Региональная группа 35: Владимирская область                                                                   |
| 106 | Исаев, Ризвангаджи Абдулаевич       | 24.12.2007                  | передан мандат Алиева М. Г., Региональная группа 5: Республика Дагестан                                                |
| 107 | Исаев, Эрнст Фаритович              | 24.12.2007                  | избран, Региональная группа 3: Республика Башкортостан                                                                 |
| 108 | Исаев, Юрий Олегович                | 24.12.2007                  | избран, Региональная группа 41: Воронежская область — Павловская                                                       |
| 109 | Исаков, Игорь Анатольевич           | 08.10.2008                  | передан мандат Мельникова В. В., Региональная группа 25: Красноярский край                                             |
| 110 | Искужин, Рамиль Кабирович           | 24.12.2007                  | избран, Региональная группа 3: Республика Башкортостан                                                                 |
| 111 | Иткулов, Салават Гильмишарифович    | 24.12.2007                  | передан мандат Тулеева А. М., Региональная группа 46: Кемеровская область                                              |
| 112 | Ишмуратова, Светлана Ирековна       | 24.12.2007                  | передан мандат Рашникова В. Ф., Региональная группа 77: Челябинская область                                            |
| 113 | Ищенко, Александр Николаевич        | 24.12.2007                  | избран, Региональная группа 28: Ставропольский край                                                                    |
| 114 | Кабаева, Алина Маратовна            | 24.12.2007                  | избрана, Региональная группа 16: Республика Татарстан (Татарстан)                                                      |
| 115 | Кабанова, Валентина Викторовна      | 14.05.2008                  | передан мандат Ковалёва О. И., Региональная группа 54: Московская область                                              |
| 116 | Казаков, Виктор Алексеевич          | 24.12.2007                  | избран, Региональная группа 66: Самарская область                                                                      |
| 117 | Камалов, Хамит Искарович            | 24.12.2007                  | передан вакантный мандат, Региональная группа 78: Читинская область, Агинский Бурятский автономный округ               |
| 118 | Капков, Сергей Александрович        | 24.12.2007                  | передан вакантный мандат, Региональная группа 53: Магаданская область, Чукотский автономный округ                      |
| 119 | Карабасов, Юрий Сергеевич           | 24.12.2007                  | избран, Региональная группа 80: Город Москва                                                                           |
| 120 | Карелин, Александр Александрович    | 24.12.2007                  | избран, Региональная группа 28: Ставропольский край                                                                    |
| 121 | Карелова, Галина Николаевна         | 24.12.2007                  | избрана, Региональная группа 40: Воронежская область — Воронежская                                                     |
| 122 | Кармазина, Раиса Васильевна         | 24.12.2007                  | избрана, Региональная группа 25: Красноярский край                                                                     |
| 123 | Карпович, Наталья Николаевна        | 24.12.2007                  | избрана, Региональная группа 81: Город Санкт-Петербург                                                                 |
| 124 | Кауфман, Юрий Алексеевич            | 24.12.2007                  | избран, Региональная группа 46: Кемеровская область                                                                    |
| 125 | Квитка, Иван Иванович               | 24.12.2007                  | избран, Региональная группа 75: Тюменская область                                                                      |
| 126 | Киекбаев, Мурат Джелилович          | 24.12.2007                  | избран, Региональная группа 3: Республика Башкортостан                                                                 |
| 127 | Клименко, Владимир Витальевич       | 24.12.2007                  | избран, Региональная группа 58: Новосибирская область                                                                  |
| 128 | Климов, Андрей Аркадьевич           | 24.12.2007                  | передан мандат Девяткина Н. А., Региональная группа 26: Пермский край                                                  |
| 129 | Клинцевич, Франц Адамович           | 24.12.2007                  | избран, Региональная группа 48: Костромская область                                                                    |
| 130 | Клюкин, Александр Николаевич        | 24.12.2007                  | избран, Региональная группа 25: Красноярский край                                                                      |
| 131 | Кнорр, Андрей Филиппович            | 24.12.2007                  | передан мандат Карлина А. Б., Региональная группа 22: Алтайский край                                                   |
| 132 | Кобзон, Иосиф Давыдович             | 24.12.2007                  | избран, Региональная группа 78: Читинская область, Агинский Бурятский автономный округ                                 |
| 133 | Ковалёв, Николай Дмитриевич         | 24.12.2007                  | избран, Региональная группа 61: Орловская область                                                                      |
| 134 | Коваль, Александр Павлович          | 24.12.2007                  | избран, Региональная группа 69: Свердловская область                                                                   |
| 135 | Коган, Александр Борисович          | 24.12.2007                  | избран, Региональная группа 60: Оренбургская область                                                                   |
| 136 | Козерадский, Анатолий Александрович | 24.12.2007                  | передан мандат Некрасова С. Г., Региональная группа 56: Нижегородская область                                          |
| 137 | Козловский, Александр Александрович | 24.12.2007                  | избран, Региональная группа 16: Республика Татарстан (Татарстан)                                                       |
| 138 | Кокошин, Андрей Афанасьевич         | 24.12.2007                  | избран, Региональная группа 79: Ярославская область                                                                    |
| 139 | Колесников, Владимир Ильич          | 24.12.2007                  | передан мандат Меня М. А., Региональная группа 42: Ивановская область                                                  |
| 140 | Колесников, Сергей Иванович         | 24.12.2007                  | передан мандат Тишанина А. Г., Региональная группа 43: Иркутская область, Усть-Ордынский Бурятский автономный округ    |
| 141 | Комаров, Фоат Фагимович             | 24.12.2007                  | избран, Региональная группа 16: Республика Татарстан (Татарстан)                                                       |
| 142 | Комарова, Наталья Владимировна      | 24.12.2007                  | избрана, Региональная группа 83: Ямало-Ненецкий автономный округ                                                       |
| 143 | Комиссаров, Валерий Яковлевич       | 24.12.2007                  | избран, Региональная группа 12: Республика Марий Эл                                                                    |
| 144 | Кондакова, Елена Владимировна       | 24.12.2007                  | передан мандат Петрова В. И., Региональная группа 36: Волгоградская область — Волгоградская                            |
| 145 | Кондратов, Руслан Викторович        | 24.12.2007                  | передан мандат Дарькина С. М., Региональная группа 27: Приморский край                                                 |
| 146 | Копылов, Василий Васильевич         | 24.12.2007                  | избран, Региональная группа 13: Республика Мордовия                                                                    |
| 147 | Коргунов, Олег Николаевич           | 24.12.2007                  | передан мандат Меркушина Н. И., Региональная группа 13: Республика Мордовия                                            |
| 148 | Корендясев, Анатолий Александрович  | 24.12.2007                  | передан мандат Кабанова В. А., Региональная группа 37: Волгоградская область — Волжская                                |
| 149 | Коржаков, Александр Васильевич      | 24.12.2007                  | передан мандат Дудки В. Д., Региональная группа 74: Тульская область                                                   |
| 150 | Корнилов, Валерий Александрович     | 24.12.2007                  | передан мандат Булавинова В. Е., Региональная группа 56: Нижегородская область                                         |
| 151 | Коробов, Максим Леонидович          | 24.12.2007                  | передан мандат Кресса В. М., Региональная группа 73: Томская область                                                   |
| 152 | Косачёв, Константин Иосифович       | 24.12.2007                  | избран, Региональная группа 21: Чувашская Республика — Чувашия                                                         |
| 153 | Кравченко, Валерий Николаевич       | 24.12.2007                  | избран, Региональная группа 24: Краснодарский край                                                                     |
| 154 | Крашенинников, Павел Владимирович   | 24.12.2007                  | избран, Региональная группа 3: Республика Башкортостан                                                                 |
| 155 | Кузнецов, Василий Федотович         | 24.12.2007                  | избран, Региональная группа 4: Республика Бурятия                                                                      |
| 156 | Кузьмичева, Екатерина Ивановна      | 24.12.2007                  | избрана, Региональная группа 66: Самарская область                                                                     |
| 157 | Кулик, Геннадий Васильевич          | 24.12.2007                  | избран, Региональная группа 18: Удмуртская Республика                                                                  |
| 158 | Кульмухаметов, Энгельс Варисович    | 24.12.2007                  | избран, Региональная группа 3: Республика Башкортостан                                                                 |
| 159 | Кущёв, Вячеслав Митрофанович        | 24.12.2007                  | избран, Региональная группа 64: Ростовская область                                                                     |
| 160 | Лазарев, Георгий Геннадьевич        | 24.12.2007                  | избран, Региональная группа 77: Челябинская область                                                                    |
| 161 | Лахова, Екатерина Филипповна        | 24.12.2007                  | избрана, Региональная группа 34: Брянская область                                                                      |
| 162 | Лебедев, Олег Владимирович          | 24.12.2007                  | передан мандат Савченко Е. С., Региональная группа 33: Белгородская область                                            |
| 163 | Леонтьев, Георгий Карпеевич         | 24.12.2007                  | избран, Региональная группа 69: Свердловская область                                                                   |
| 164 | Липатов, Юрий Александрович         | 24.12.2007                  | избран, Региональная группа 54: Московская область                                                                     |
| 165 | Лисицын, Анатолий Иванович          | 24.12.2007                  | избран, Региональная группа 79: Ярославская область                                                                    |
| 166 | Лобанов, Иван Васильевич            | 24.12.2007                  | избран, Региональная группа 62: Пензенская область                                                                     |
| 167 | Макаров, Андрей Михайлович          | 24.12.2007                  | избран, Региональная группа 46: Кемеровская область                                                                    |
| 168 | Максимова, Надежда Сергеевна        | 24.12.2007                  | избрана, Региональная группа 9: Карачаево-Черкесская Республика                                                        |
| 169 | Малашенко, Виктор Александрович     | 24.12.2007                  | передан мандат Денина Н. В., Региональная группа 34: Брянская область                                                  |
| 170 | Малеев, Валерий Геннадьевич         | 24.12.2007                  | избран, Региональная группа 43: Иркутская область, Усть-Ордынский Бурятский автономный округ                           |
| 171 | Мальчихин, Валерий Андреевич        | 24.12.2007                  | передан мандат Калистратова Н. Я., Региональная группа 31: Архангельская область, Ненецкий автономный округ            |
| 172 | Манаров, Муса Хираманович           | 24.12.2007                  | избран, Региональная группа 5: Республика Дагестан                                                                     |
| 173 | Марков, Владимир Константинович     | 24.12.2007                  | передан мандат Булаева Н. И., Региональная группа 65: Рязанская область                                                |
| 174 | Марков, Сергей Александрович        | 24.12.2007                  | избран, Региональная группа 80: Город Москва                                                                           |
| 175 | Матханов, Владимир Эдуардович       | 24.12.2007                  | передан мандат Наговицына В. В., Региональная группа 4: Республика Бурятия                                             |
| 176 | Медведев, Евгений Николаевич        | 24.12.2007                  | передан мандат Голубева В. Ю., Региональная группа 54: Московская область                                              |
| 177 | Медведев, Павел Алексеевич          | 24.12.2007                  | передан мандат Жукова А. Д., Региональная группа 80: Город Москва                                                      |
| 178 | Медведев, Юрий Германович           | 24.12.2007                  | передан мандат Трутнева Ю. П., Региональная группа 26: Пермский край                                                   |
| 179 | Мединский, Владимир Ростиславович   | 24.12.2007                  | передан мандат Королёва О. П., Региональная группа 52: Липецкая область                                                |
| 180 | Мищенко, Максим Николаевич          | 24.12.2007                  | избран, Региональная группа 77: Челябинская область                                                                    |
| 181 | Морозов, Андрей Андреевич           | 24.12.2007                  | избран, Региональная группа 77: Челябинская область                                                                    |
| 182 | Морозов, Олег Викторович            | 24.12.2007                  | избран, Региональная группа 16: Республика Татарстан (Татарстан)                                                       |
| 183 | Москалец, Александр Петрович        | 24.12.2007                  | передан мандат Толоконского В. А., Региональная группа 58: Новосибирская область                                       |
| 184 | Мукабенова, Марина Алексеевна       | 24.12.2007                  | передан мандат Илюмжинова К. Н., Региональная группа 8: Республика Калмыкия                                            |
| 185 | Мурзабаева, Салия Шарифьяновна      | 24.12.2007                  | избрана, Региональная группа 3: Республика Башкортостан                                                                |
| 186 | Мусалимов, Николай Николаевич       | 24.12.2007                  | передан мандат Волкова А. А., Региональная группа 18: Удмуртская Республика                                            |
| 187 | Муслимов, Ильяз Булатович           | 24.12.2007                  | избран, Региональная группа 38: Волгоградская область — Михайловская                                                   |
| 188 | Муцоев, Зелимхан Аликоевич          | 24.12.2007                  | избран, Региональная группа 69: Свердловская область                                                                   |
| 189 | Назаров, Андрей Геннадьевич         | 24.12.2007                  | избран, Региональная группа 3: Республика Башкортостан                                                                 |
| 190 | Неверов, Сергей Иванович            | 24.12.2007                  | избран, Региональная группа 22: Алтайский край                                                                         |
| 191 | Ненашев, Михаил Петрович            | 24.12.2007                  | передан мандат Евдокимова Ю. А., Региональная группа 55: Мурманская область                                            |
| 192 | Нефёдов, Виктор Леонидович          | 24.12.2007                  | передан мандат Чернышёва А. А., Региональная группа 60: Оренбургская область                                           |
| 193 | Никонов, Борис Иванович             | 24.12.2007                  | избран, Региональная группа 69: Свердловская область                                                                   |
| 194 | Новикова, Клавдия Николаевна        | 24.12.2007                  | передан мандат Мухаметшина Ф. Х., Региональная группа 16: Республика Татарстан (Татарстан)                             |
| 195 | Носкова, Ольга Владимировна         | 24.12.2007                  | избрана, Региональная группа 56: Нижегородская область                                                                 |
| 196 | Нюдюрбегов, Асанбуба Нюдюрбегович   | 24.12.2007                  | передан мандат Зайналова Ш. М., Региональная группа 5: Республика Дагестан                                             |
| 197 | Овсянников, Сергей Александрович    | 24.12.2007                  | избран, Региональная группа 67: Саратовская область                                                                    |
| 198 | Озеров, Сергей Павлович             | 24.12.2007                  | избран, Региональная группа 24: Краснодарский край                                                                     |
| 199 | Ольшанский, Николай Михайлович      | 24.12.2007                  | избран, Региональная группа 41: Воронежская область — Павловская                                                       |
| 200 | Онищенко, Ольга Владимировна        | 24.12.2007                  | передан мандат Беспаликова А. А., Региональная группа 58: Новосибирская область                                        |
| 201 | Осадчий, Сергей Юрьевич             | 24.12.2007                  | избран, Региональная группа 80: Город Москва                                                                           |
| 202 | Осипов, Вячеслав Константинович     | 24.12.2007                  | передан мандат Конакова В. В., Региональная группа 13: Республика Мордовия                                             |
| 203 | Острягин, Анатолий Иванович         | 24.12.2007                  | передан мандат Неёлова Ю. В., Региональная группа 83: Ямало-Ненецкий автономный округ                                  |
| 204 | Панина, Елена Владимировна          | 24.12.2007                  | избрана, Региональная группа 80: Город Москва                                                                          |
| 205 | Панков, Николай Васильевич          | 24.12.2007                  | избран, Региональная группа 67: Саратовская область                                                                    |
| 206 | Панов, Валерий Викторович           | 24.12.2007                  | избран, Региональная группа 77: Челябинская область                                                                    |
| 207 | Пекарев, Владимир Янович            | 24.12.2007                  | передан мандат Антоновой Л. Н., Региональная группа 54: Московская область                                             |
| 208 | Пекпеев, Сергей Тимурович           | 24.12.2007                  | передан мандат Бердникова А. В., Региональная группа 2: Республика Алтай                                               |
| 209 | Пепеляева, Лиана Витальевна         | 24.12.2007                  | передан мандат Городецкого В. Ф., Региональная группа 58: Новосибирская область                                        |
| 210 | Песковская, Юлия Анатольевна        | 24.12.2007                  | передан мандат Штырова В. А., Региональная группа 14: Республика Саха (Якутия)                                         |
| 211 | Петров, Сергей Валериевич           | 24.12.2007                  | избран, Региональная группа 51: Ленинградская область                                                                  |
| 212 | Пехтин, Владимир Алексеевич         | 24.12.2007                  | избран, Региональная группа 27: Приморский край                                                                        |
| 213 | Пивненко, Валентина Николаевна      | 24.12.2007                  | передан мандат Катанандова С. Л., Региональная группа 10: Республика Карелия                                           |
| 214 | Плахотников, Алексей Михайлович     | 24.12.2007                  | передан мандат Бетина О. И., Региональная группа 71: Тамбовская область                                                |
| 215 | Плескачевский, Виктор Семёнович     | 24.12.2007                  | избран, Региональная группа 77: Челябинская область                                                                    |
| 216 | Плигин, Владимир Николаевич         | 24.12.2007                  | избран, Региональная группа 64: Ростовская область                                                                     |
| 217 | Попов, Александр Васильевич         | 24.12.2007                  | избран, Региональная группа 64: Ростовская область                                                                     |
| 218 | Попов, Сергей Александрович         | 24.12.2007                  | избран, Региональная группа 59: Омская область                                                                         |
| 219 | Прозоровский, Валерий Владимирович  | 24.12.2007                  | избран, Региональная группа 32: Астраханская область                                                                   |
| 220 | Пугачёва, Наталья Васильевна        | 24.12.2007                  | передан мандат Колесова Н. А., Региональная группа 30: Амурская область                                                |
| 221 | Пузанов, Игорь Евгеньевич           | 24.12.2007                  | избран, Региональная группа 81: Город Санкт-Петербург                                                                  |
| 222 | Резник, Борис Львович               | 24.12.2007                  | передан мандат Ишаева В. И., Региональная группа 29: Хабаровский край, Еврейская автономная область                    |
| 223 | Резник, Владислав Матусович         | 24.12.2007                  | избран, Региональная группа 81: Город Санкт-Петербург                                                                  |
| 224 | Роднина, Ирина Константиновна       | 24.12.2007                  | передан мандат Полежаева Л. К., Региональная группа 59: Омская область                                                 |
| 225 | Розуван, Алексей Михайлович         | 24.12.2007                  | избран, Региональная группа 47: Кировская область                                                                      |
| 226 | Руденский, Игорь Николаевич         | 24.12.2007                  | избран, Региональная группа 62: Пензенская область                                                                     |
| 227 | Рыжак, Николай Викторович           | 24.12.2007                  | избран, Региональная группа 22: Алтайский край                                                                         |
| 228 | Рыков, Константин Игоревич          | 24.12.2007                  | избран, Региональная группа 56: Нижегородская область                                                                  |
| 229 | Рязанский, Валерий Владимирович     | 24.12.2007                  | избран, Региональная группа 50: Курская область                                                                        |
| 230 | Сабадаш, Алексей Владиславович      | 24.12.2007                  | избран, Региональная группа 3: Республика Башкортостан                                                                 |
| 231 | Саблин, Дмитрий Вадимович           | 24.12.2007                  | избран, Региональная группа 54: Московская область                                                                     |
| 232 | Саввиди, Иван Игнатьевич            | 24.12.2007                  | избран, Региональная группа 64: Ростовская область                                                                     |
| 233 | Савельев, Дмитрий Владимирович      | 24.12.2007                  | избран, Региональная группа 74: Тульская область                                                                       |
| 234 | Савенко, Юрий Алексеевич            | 24.12.2007                  | избран, Региональная группа 44: Калининградская область                                                                |
| 235 | Савченко, Олег Владимирович         | 24.12.2007                  | избран, Региональная группа 38: Волгоградская область — Михайловская                                                   |
| 236 | Сагитов, Ринат Шайхимансурович      | 24.12.2007                  | избран, Региональная группа 3: Республика Башкортостан                                                                 |
| 237 | Салихов, Хафиз Миргазямович         | 24.12.2007                  | избран, Региональная группа 16: Республика Татарстан (Татарстан)                                                       |
| 238 | Самойлов, Евгений Александрович     | 24.12.2007                  | избран, Региональная группа 11: Республика Коми                                                                        |
| 239 | Сарычев, Александр Викторович       | 24.12.2007                  | передан мандат Филипенко А. В., Региональная группа 82: Ханты-Мансийский автономный округ — Югра                       |
| 240 | Сафаралиев, Гаджимет Керимович      | 24.12.2007                  | избран, Региональная группа 5: Республика Дагестан                                                                     |
| 241 | Свердлов, Юрий Владимирович         | 24.12.2007                  | избран, Региональная группа 22: Алтайский край                                                                         |
| 242 | Семёнов, Виктор Александрович       | 24.12.2007                  | избран, Региональная группа 54: Московская область                                                                     |
| 243 | Семёнов, Павел Владимирович         | 24.12.2007                  | избран, Региональная группа 21: Чувашская Республика — Чувашия                                                         |
| 244 | Семёнова, Екатерина Юрьевна         | 24.12.2007                  | передан мандат Якушева В. В., Региональная группа 75: Тюменская область                                                |
| 245 | Сергеева, Гульнара Ильдусовна       | 24.12.2007                  | передан мандат Шаймиева М. Ш., Региональная группа 16: Республика Татарстан (Татарстан)                                |
| 246 | Серебров, Лев Борисович             | 24.12.2007                  | избран, Региональная группа 54: Московская область                                                                     |
| 247 | Сибагатуллин, Фатих Саубанович      | 24.12.2007                  | избран, Региональная группа 16: Республика Татарстан (Татарстан)                                                       |
| 248 | Симановский, Леонид Яковлевич       | 24.12.2007                  | избран, Региональная группа 82: Ханты-Мансийский автономный округ — Югра                                               |
| 249 | Сихарулидзе, Антон Тариэльевич      | 24.12.2007                  | передан мандат Матвиенко В. И., Региональная группа 81: Город Санкт-Петербург                                          |
| 250 | Скоробогатько, Александр Иванович   | 24.12.2007                  | избран, Региональная группа 24: Краснодарский край                                                                     |
| 251 | Скоч, Андрей Владимирович           | 24.12.2007                  | избран, Региональная группа 33: Белгородская область                                                                   |
| 252 | Слиска, Любовь Константиновна       | 24.12.2007                  | избрана, Региональная группа 46: Кемеровская область                                                                   |
| 253 | Сметанюк, Сергей Иванович           | 24.12.2007                  | избран, Региональная группа 75: Тюменская область                                                                      |
| 254 | Стальмахов, Владимир Александрович  | 24.12.2007                  | передан мандат Шанцева В. П., Региональная группа 56: Нижегородская область                                            |
| 255 | Стародубец, Анатолий Сергеевич      | 24.12.2007                  | передан мандат Волончунаса В. В., Региональная группа 79: Ярославская область                                          |
| 256 | Степанова, Зоя Михайловна           | 24.12.2007                  | избрана, Региональная группа 64: Ростовская область                                                                    |
| 257 | Сутягинский, Михаил Александрович   | 24.12.2007                  | избран, Региональная группа 59: Омская область                                                                         |
| 258 | Сысоев, Александр Митрофанович      | 24.12.2007                  | избран, Региональная группа 41: Воронежская область — Павловская                                                       |
| 259 | Таранин, Виктор Иванович            | 24.12.2007                  | избран, Региональная группа 80: Город Москва                                                                           |
| 260 | Тарасенко, Михаил Васильевич        | 24.12.2007                  | передан мандат Гулевского М. В., Региональная группа 52: Липецкая область                                              |
| 261 | Терентьев, Михаил Борисович         | 24.12.2007                  | избран, Региональная группа 54: Московская область                                                                     |
| 262 | Тимченко, Вячеслав Степанович       | 24.12.2007                  | избран, Региональная группа 75: Тюменская область                                                                      |
| 263 | Ткачёв, Алексей Николаевич          | 24.12.2007                  | избран, Региональная группа 24: Краснодарский край                                                                     |
| 264 | Толстопятов, Василий Васильевич     | 24.12.2007                  | избран, Региональная группа 24: Краснодарский край                                                                     |
| 265 | Третьяк, Владислав Александрович    | 24.12.2007                  | избран, Региональная группа 67: Саратовская область                                                                    |
| 266 | Туголуков, Евгений Александрович    | 24.12.2007                  | избран, Региональная группа 64: Ростовская область                                                                     |
| 267 | Тягунов, Александр Александрович    | 24.12.2007                  | передан мандат Лебедева О. С., Региональная группа 72: Тверская область                                                |
| 268 | Усачев, Виктор Васильевич           | 24.12.2007                  | избран, Региональная группа 64: Ростовская область                                                                     |
| 269 | Усольцев, Василий Иванович          | 24.12.2007                  | избран, Региональная группа 27: Приморский край                                                                        |
| 270 | Фадзаев, Арсен Сулейманович         | 24.12.2007                  | передан мандат Мамсурова Т. Д., Региональная группа 15: Республика Северная Осетия — Алания                            |
| 271 | Фахритдинов, Иршат Юнирович         | 24.12.2007                  | избран, Региональная группа 3: Республика Башкортостан                                                                 |
| 272 | Фёдоров, Евгений Алексеевич         | 24.12.2007                  | избран, Региональная группа 44: Калининградская область                                                                |
| 273 | Фокин, Александр Иванович           | 24.12.2007                  | избран, Региональная группа 46: Кемеровская область                                                                    |
| 274 | Фомин, Аркадий Васильевич           | 24.12.2007                  | передан мандат Гордеева А. В., Региональная группа 65: Рязанская область                                               |
| 275 | Фурман, Александр Борисович         | 24.12.2007                  | избран, Региональная группа 3: Республика Башкортостан                                                                 |
| 276 | Хаджебиеков, Руслан Гиссович        | 24.12.2007                  | передан мандат Тхакушинова А. К., Региональная группа 1: Республика Адыгея (Адыгея)                                    |
| 277 | Хайруллин, Айрат Назипович          | 24.12.2007                  | избран, Региональная группа 16: Республика Татарстан (Татарстан)                                                       |
| 278 | Хамчиев, Белан Багаудинович         | 24.12.2007                  | избран, Региональная группа 6: Республика Ингушетия                                                                    |
| 279 | Хинштейн, Александр Евсеевич        | 24.12.2007                  | избран, Региональная группа 56: Нижегородская область                                                                  |
| 280 | Хор, Глеб Яковлевич                 | 24.12.2007                  | избран, Региональная группа 24: Краснодарский край                                                                     |
| 281 | Хоркина, Светлана Васильевна        | 24.12.2007                  | избрана, Региональная группа 33: Белгородская область                                                                  |
| 282 | Цветова, Любовь Михайловна          | 24.12.2007                  | передан мандат Богомолова О. А., Региональная группа 49: Курганская область                                            |
| 283 | Чайка, Валентин Васильевич          | 24.12.2007                  | передан мандат Морозова С. И., Региональная группа 76: Ульяновская область                                             |
| 284 | Черкесова, Виктория Валерьевна      | 24.12.2007                  | избрана, Региональная группа 16: Республика Татарстан (Татарстан)                                                      |
| 285 | Чернышенко, Игорь Константинович    | 24.12.2007                  | избран, Региональная группа 55: Мурманская область                                                                     |
| 286 | Чернявский, Валентин Семёнович      | 24.12.2007                  | передан мандат Шрейдера В. Ф., Региональная группа 59: Омская область                                                  |
| 287 | Чижов, Сергей Викторович            | 24.12.2007                  | избран, Региональная группа 40: Воронежская область — Воронежская                                                      |
| 288 | Чилингаров, Артур Николаевич        | 24.12.2007                  | избран, Региональная группа 31: Архангельская область, Ненецкий автономный округ                                       |
| 289 | Чиркин, Андрей Борисович            | 24.12.2007                  | избран, Региональная группа 29: Хабаровский край, Еврейская автономная область                                         |
| 290 | Чухраёв, Александр Михайлович       | 24.12.2007                  | избран, Региональная группа 50: Курская область                                                                        |
| 291 | Шаккум, Мартин Люцианович           | 24.12.2007                  | избран, Региональная группа 54: Московская область                                                                     |
| 292 | Швалев, Фёдор Михайлович            | 24.12.2007                  | избран, Региональная группа 64: Ростовская область                                                                     |
| 293 | Шевцов, Георгий Егорович            | 24.12.2007                  | избран, Региональная группа 39: Вологодская область                                                                    |
| 294 | Шиманов, Александр Алексеевич       | 24.12.2007                  | передан мандат Сердюкова В. П., Региональная группа 51: Ленинградская область                                          |
| 295 | Шипунов, Константин Борисович       | 25.09.2008                  | передан мандат Гришина В. И. (от Республики Мордовия), Региональная группа 51: Ленинградская область                   |
| 296 | Шихсаидов, Хизри Исаевич            | 24.12.2007                  | избран, Региональная группа 5: Республика Дагестан                                                                     |
| 297 | Шишкарёв, Сергей Николаевич         | 24.12.2007                  | избран, Региональная группа 24: Краснодарский край                                                                     |
| 298 | Шишкин, Александр Геннадьевич       | 24.12.2007                  | передан мандат Тихомирова А. Ф., Региональная группа 29: Хабаровский край, Еврейская автономная область                |
| 299 | Шлегель, Роберт Александрович       | 24.12.2007                  | избран, Региональная группа 24: Краснодарский край                                                                     |
| 300 | Шойгу, Лариса Кужугетовна           | 24.12.2007                  | передан мандат Кара-оола Ш. В., Региональная группа 17: Республика Тыва                                                |
| 301 | Шоршоров, Степан Мкртычевич         | 24.12.2007                  | передан мандат Строева Е. С., Региональная группа 61: Орловская область                                                |
| 302 | Шуба, Виталий Борисович             | 24.12.2007                  | избран, Региональная группа 43: Иркутская область, Усть-Ордынский Бурятский автономный округ                           |
| 303 | Шубина, Любовь Фёдоровна            | 24.12.2007                  | передан мандат Хорошавина А. В., Региональная группа 68: Сахалинская область                                           |
| 304 | Шхагошев, Адальби Люлевич           | 24.12.2007                  | передан мандат Канокова А. Б., Региональная группа 7: Кабардино-Балкарская Республика                                  |
| 305 | Эверстов, Михаил Ильич              | 24.12.2007                  | избран, Региональная группа 14: Республика Саха (Якутия)                                                               |
| 306 | Эркенов, Ахмат Чокаевич             | 24.12.2007                  | избран, Региональная группа 9: Карачаево-Черкесская Республика                                                         |
| 307 | Южилин, Виталий Александрович       | 24.12.2007                  | избран, Региональная группа 81: Город Санкт-Петербург                                                                  |
| 308 | Юсупов, Марсель Харисович           | 24.12.2007                  | избран, Региональная группа 3: Республика Башкортостан                                                                 |
| 309 | Язев, Валерий Афонасьевич           | 24.12.2007                  | избран, Региональная группа 69: Свердловская область                                                                   |
| 310 | Якимов, Виктор Васильевич           | 24.12.2007                  | избран, Региональная группа 69: Свердловская область                                                                   |
| 311 | Яковлева, Лариса Николаевна         | 24.12.2007                  | передан мандат Маркелова Л. И., Региональная группа 12: Республика Марий Эл                                            |
| 312 | Яковлева, Татьяна Владимировна      | 24.12.2007                  | избрана, Региональная группа 42: Ивановская область                                                                    |
| 313 | Янаков, Эдуард Якимович             | 25.09.2008                  | передан мандат Есиповского И. Э., Региональная группа 30: Амурская область                                             |
| 314 | Яровая, Ирина Анатольевна           | 24.12.2007                  | передан мандат Кузьмицкого А. А., Региональная группа 23: Камчатский край                                              |
| 315 | Яхихажиев, Саид Кожалович           | 24.12.2007                  | передан мандат Кадырова Р. А., Региональная группа 20: Чеченская Республика                                            |

### Умершие или покинувшие Государственную Думу депутаты
КПРФ:
- Илюхин, Виктор Иванович — умер.
- Квицинский, Юлий Александрович — умер.
- Маслюков, Юрий Дмитриевич — умер.

## Деятельность Думы

### Утверждение Председателя Правительства
8 мая 2008 года на внеочередном пленарном заседании Государственной Думы Председателем Правительства РФ был утвержден Владимир Путин. Его кандидатуру поддержали фракции «Единая Россия», ЛДПР и «Справедливая Россия» — 392 из 448 присутствовавших членов палаты парламента. Против проголосовали 56 депутатов — члены фракции КПРФ.

### Конституционная реформа 2008 года
- 21 ноября 2008 года Государственная Дума в третьем чтении проголосовала за поправки в Конституцию России, увеличивающие сроки полномочий Президента до 6 лет, а депутатов Государственной Думы — до 5 лет. За проголосовали 392 депутата, против — 57 (фракция КПРФ)[17].

### Законодательство
| Сессия                                    | Принятые законы (всего) | Федеральные конституционные законы | Ратификации |
| ----------------------------------------- | ----------------------- | ---------------------------------- | ----------- |
| Весенняя сессия 2008 года                 | 167                     | 3                                  | 32          |
| Осенняя сессия 2008 года                  | 164                     | 3                                  | 36          |
| Весенняя сессия 2009 года (11.01 — 19.07) | 220                     | 3                                  | 28          |
| Осенняя сессия 2009 года (31.08 — 31.12)  | 174                     | 6                                  | 26          |
| Весенняя сессия 2010 года (01.01 — 31.08) | 249                     | 5                                  | 39          |
| Осенняя сессия 2010 года (01.09 — 31.12)  | 203                     | 3                                  | 37          |
| Весенняя сессия 2011 года                 |                         |                                    |             |

- 31 октября 2008 года — в третьем чтении принят Федеральный закон «О федеральном бюджете на 2009 год и на плановый период 2010 и 2011 годов». Против бюджета голосовала фракция КПРФ.

### 2011
Фз-223 о Госзакупках.

## Государственная Дума V созыва и Конституционный суд
Дума V созыва стала единственной в новейшей истории РФ, от которой за все 4 года работы не было направлено в Конституционный суд ни одного запроса о проверке закона или иного нормативно-правового акта на соответствие Конституции Российской Федерации. Согласно российскому законодательству Конституционный суд рассматривает запрос группы депутатов Государственной Думы, если он подписан не менее одной пятой (90 парламентариев) от её состава.